# Elizabeth Hamilton
La condesa Elizabeth de Gramont, de soltera Hamilton (Strabane, 1640 - 3 de junio de 1708) fue una aristócrata irlandesa que sirvió como dama de compañía (dame du palais) de la reina María Teresa de Austria, esposa del rey Luis XIV de Francia. Fue una de las mujeres retratadas en la serie de cuadros conocida como las Bellezas de Windsor pintados por Peter Lely.

## Biografía
Elizabeth Hamilton nació en Strabane, en el condado de Tyrone, Irlanda. Se convirtió en miembro de la corte inglesa en 1661, donde adquirió fama y prestigio por su gran belleza, juicio y sensibilidad. Siempre se la vio como ingeniosa y cuidadosa con sus palabras al manifestar sus pensamientos. Amaba las bromas y travesuras. En una ocasión, gastó una broma a Lady Muskerry y Miss Blague, dos damas de honor británicas. Fue cortejada por el duque de York, el duque de Richmond y el heredero de Norfolk, entre otros, pero los rechazó.
Se casó en Londres con Philibert de Gramont, un exiliado francés en la corte inglesa. "La belle Hamilton", como se la apodaba, fue a consideración de su hermano, Antoine Hamilton, capaz de solucionar los problemas del conde. Gramont (medio hermano de Antoine III de Gramont) la había cortejado durante algún tiempo y se suponía que se casarían. Sin embargo, cuando Gramont pudo regresar a Francia, la abandonó, dando la impresión de que no iba a hacerlo. Ante esto sus hermanos lo detuvieron y lo presionaron para volver y casarse con Elizabeth.
Siguió a su esposo a Francia en 1669, donde sirvió como dama de compañía (dame du palais) de la reina francesa. Allí mantuvo su fama de mujer ingeniosa, destacando en la corte de Luis XIV, si bien su marido siguió con sus aventuras amorosas hasta el fin de su vida. De él decía Ninon de Lenclos que era el único hombre maduro que podía dárselas de joven con sus locuras sin hacer el ridículo. Elizabeth Hamilton fue señalada como una cliente de La Voisin, y por ello fue incriminada en 1679 en el célebre asunto de los venenos. En 1696, su esposo, tras recuperarse de una grave enfermedad, volvió a la vida religiosa y ella lo siguió. Falleció en 1708, un año después de haber enviudado.

## Familia
Su padre fue Sir George Hamilton, y su madre, Lady Mary Butler, hermana de James Butler, II duque de Ormonde. Se casó con Philibert de Gramont, un noble francés, en 1664, tuvieron dos hijos:
- Claude Charlotte de Gramont, que se casó con Henry Stafford-Howard, conde de Stafford.
- Marie Elizabeth de Gramont (nacida el 27 de diciembre de 1667).[3]